# 유대산맥소경두더지쥐
유대산맥소경두더지쥐(Spalax judaei)는 소경쥐과에 속하는 설치류의 일종이다. 이스라엘 중부 지역의 토착종이다. 2001년 네보(Nevo) 등이 키부츠와 라하브 인근 지역의 표본을 기록했다.